# Prochowiec

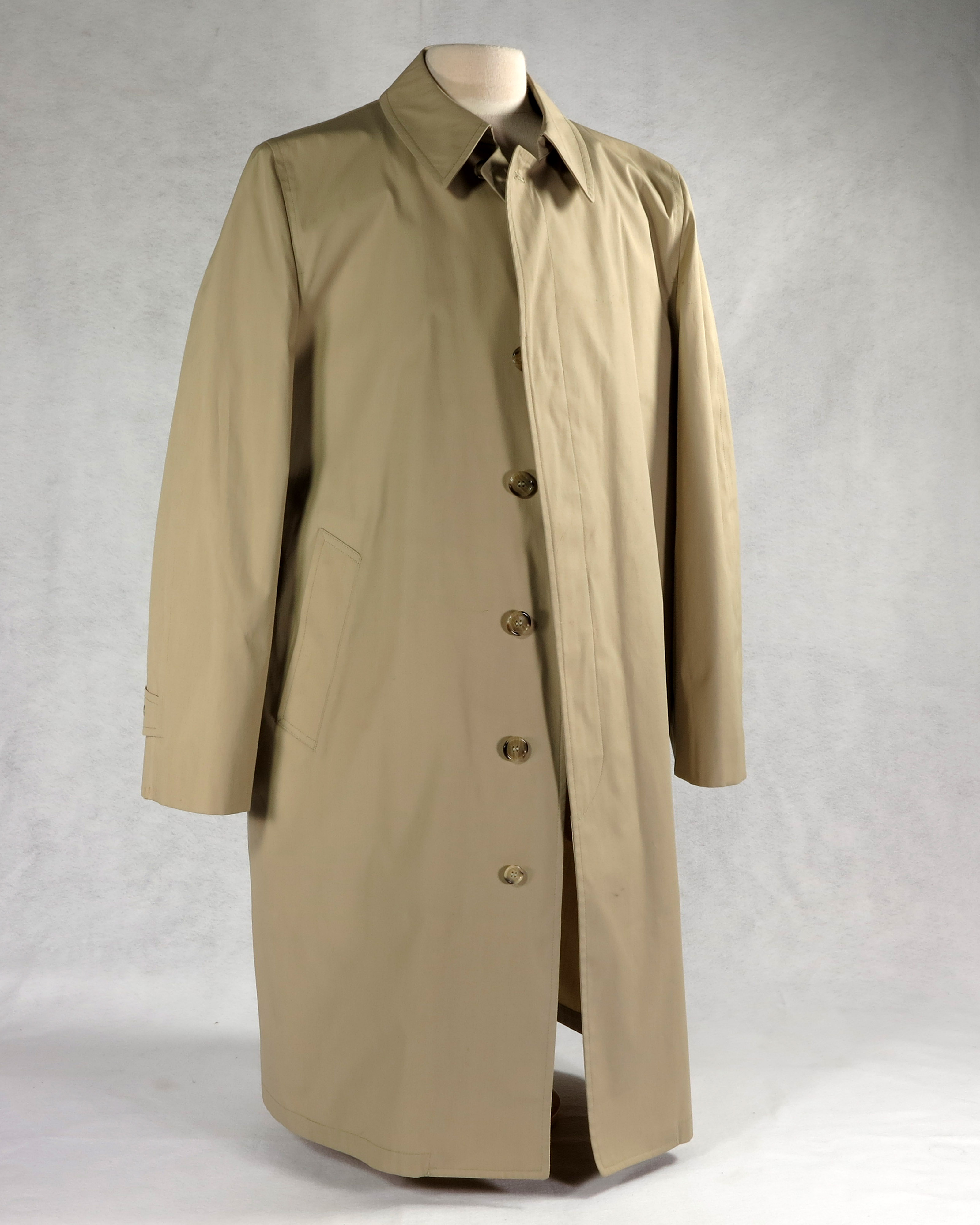
Prochowiec

Prochowiec – rodzaj letniego płaszcza męskiego i damskiego z lekkiego materiału.
Był kontynuacją i funkcjonalnym rozwinięciem wcześniejszego pudermantla jako pierwotnie osłaniający od kurzu płaszcz przeznaczony dla automobilistów. W okresie międzywojennym stanowił spopularyzowane letnie okrycie o kroju sportowym i modnie zróżnicowanych fasonach. Po wojnie rozpowszechniony w Polsce Ludowej jako szykowny ubiór wierzchni, często dwurzędowy i przepasany paskiem z klamrą.   
Później produkowany również z elanobawełny, najczęściej w jasnych kolorach, na ogół z rozcięciem z tyłu, czasem z dodatkowym wykończeniem (patki na ramionach), nierzadko też ocieplany podpinką.